# Aozora Ishiyama
Aozora Ishiyama (japanisch 石山 青空 Ishiyama Aozora; * 27. Januar 2006 in Tsubame, Präfektur Niigata) ist ein japanischer Fußballspieler.

## Karriere
Aozora Ishiyama erlernte das Fußballspielen in der Jugendmannschaft von Albirex Niigata. Hier unterschrieb er am 1. Februar 2024 seinen ersten Profivertrag. Der Verein aus Niigata spielt in der ersten Liga, der J1 League. Sein Erstligadebüt gab Aozora Ishiyama am 25. Mai 2024 (16. Spieltag) im Heimspiel gegen Avispa Fukuoka. Bei der 1:2-Heimniederlage wurde er in der 69. Minute für Jin Okumura eingewechselt. In seiner ersten Profisaison bestritt er zwei Erstligaspiele. Im Februar 2025 wechselte er auf Leihbasis zum Drittligisten Matsumoto Yamaga FC.